# Stadtbibliothek Stockholm

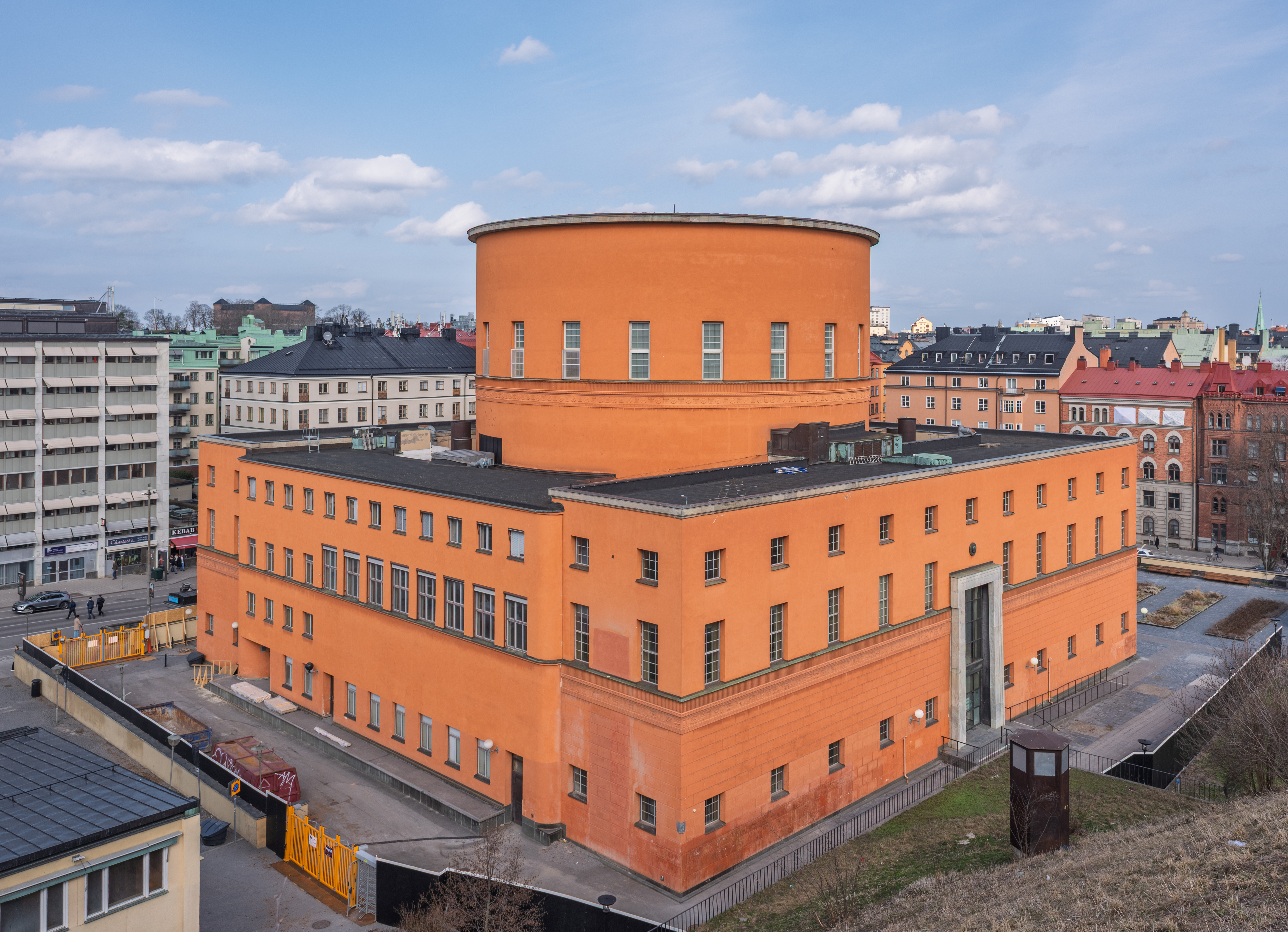
Das Hauptgebäude (2025)

Stockholms stadsbibliotek ist das 1928 eingeweihte Hauptgebäude der nach Entwürfen des schwedischen Architekten Gunnar Asplund erbauten Stadtbibliothek von Stockholm. Im erweiterten Sinne wird der Name auch auf das gesamte städtische Bibliothekssystems Stockholms angewendet. Asplunds Bau befindet sich an der Kreuzung von Sveavägen und Odengatan im Stadtteil Vasastaden. Zurzeit (2007) befinden sich ca. 700.000 Bücher in der Bibliothek sowie 177 aktuelle Tageszeitungen und 1200 Zeitschriften, die teilweise in verschiedenen Gebäuden der Nachbarschaft untergebracht sind.

## Architektur
Asplund gehörte ab 1918 einer Kommission an, die Konzepte zum Bau einer Bibliothek diskutierte. Daraus resultierten seine 1922 vorgelegten Pläne, die ab 1924 umgesetzt wurden. Der Planung ging eine längere Studienreise in die USA voraus. Hiervon inspiriert, konzipierte Asplund einen zentralen Hauptraum mit frei zugänglichen Buchregalen, umgeben von Lesesälen und Lichthöfen. Anfangs einen Kuppelbau ins Auge fassend, baute er schließlich, teilweise von der Barrière Saint-Martin (Rotonde de la Villette) von Claude Nicolas Ledoux inspiriert, eine zentrale Rotunde, deren hoher Zylinder dem ansonsten nicht allzu großen Bauvolumen ein monumentales Äußeres gibt.

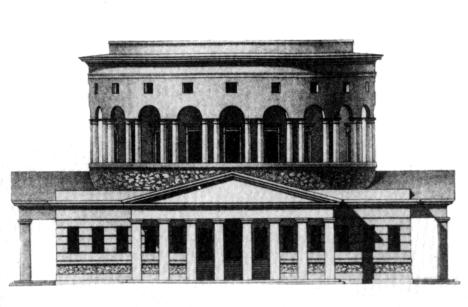
Ledoux: Rotonde de la Villette, Paris, 18. Jahrhundert

Am 31. März 1928 wurde der Bau in Prinz Eugens Anwesenheit eingeweiht. Ein zu dieser Zeit aus Geldmangel noch fehlender Westflügel wurde 1932 vollendet. Der ebenfalls auf Asplund zurückgehende südlich gelegene Park mit dem großen Wasserbecken sowie die niedrigen Ladengebäude entlang des Sveavägen wurden 1931 fertig. Drei westlich situierte Annex-Bauten sind in seinem Gesamtkonzept vorgesehen, wurden allerdings von den Architekten Erik Lallerstedt (1929/30 und 1932) und Paul Hedqvist (1952/53) entworfen.
Der Komplex der Stadtbibliothek zeigt deutlich den Reifungsprozess des Architekten und den Umbruch in der Architektur dieser Zeit in Schweden. Während die ersten Skizzen noch im traditionellen schwedischen Klassizismus der 1920er Jahre, „Swedish grace“, verwurzelt sind, wird mit fortschreitender Planungszeit das Projekt mehr und mehr vereinfacht. Der zylindrische Hauptbau ist, bis auf einen Fries unterhalb der Fensterreihe, ganz von jeglicher Verzierung befreit und zeigt eine klare funktionalistische Richtung. Die Ladengebäude entstehen zeitlich parallel zur Stockholmer Ausstellung 1930, als deren Hauptarchitekt sich Asplund völlig dem Funktionalismus verschreibt und dessen bedeutendster Vertreter in Schweden wird. Die Stockholmer Stadtbibliothek ist neben dem Waldfriedhof eines der Hauptwerke Asplunds.

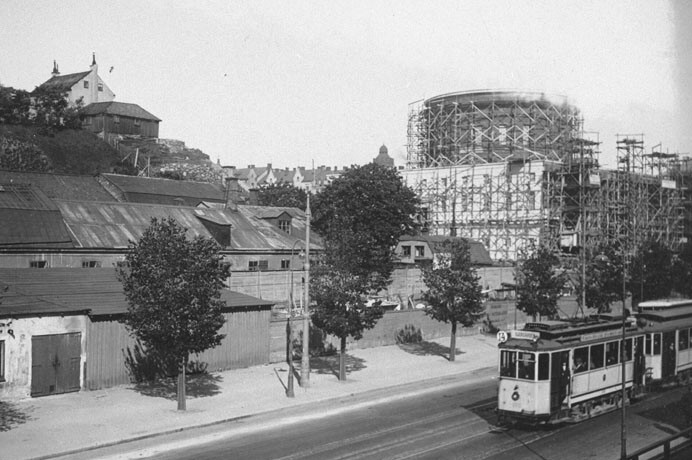
Die Bibliothek im Bau 1927.
Foto: Stockholms stadsmuseum

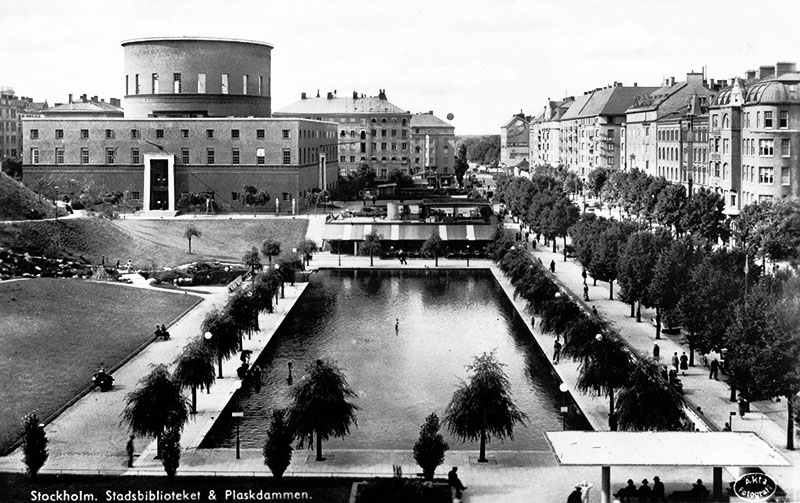
Der Neubau um 1929.
Foto: Stockholms stadsmuseum

### Geplanter Erweiterungsbau
Aufgrund von Raumnot wurde 2006 ein internationaler Architekturwettbewerb ausgeschrieben für einen Erweiterungsbau auf dem Areal der Annex-Bauten, deren Schicksal (Abriss oder Einverleibung) bewusst nicht vorgeschrieben wird. Aus den 1170 und einer Endauswahl von sechs eingereichten Vorschlägen, ging am 17. November 2007 die deutsche Architektin Heike Hanada als Siegerin hervor. Ihr Projekt Delphinium sieht einen neunstöckigen Glasbau vor, den sie von Asplunds Hauptgebäude distanziert. Eine Verbindung beider wird durch einen niedrigen, grasbedeckten Trakt hergestellt, der sich kreisförmig zum Berg des Observatoriums (Observatorielunden) öffnet.
Der Baubeginn für war für 2010 geplant, und man hoffte, das fertige Gebäude pünktlich zum 85-jährigen Jubiläum am 31. März 2013 einweihen zu können.
```
Sämtliche Pläne für einen Erweiterungsbau der Bibliothek wurden am 12. Oktober 2009 von der Stockholmer Stadtregierung gestoppt, nachdem unter anderen 
ICOMOS
 (
UNESCOs
 Expertenorgan für Kulturfragen) und 
Svenska Akademien
 harte Kritik am Vorschlag geübt hatten.
[
2
]
```

Bilder
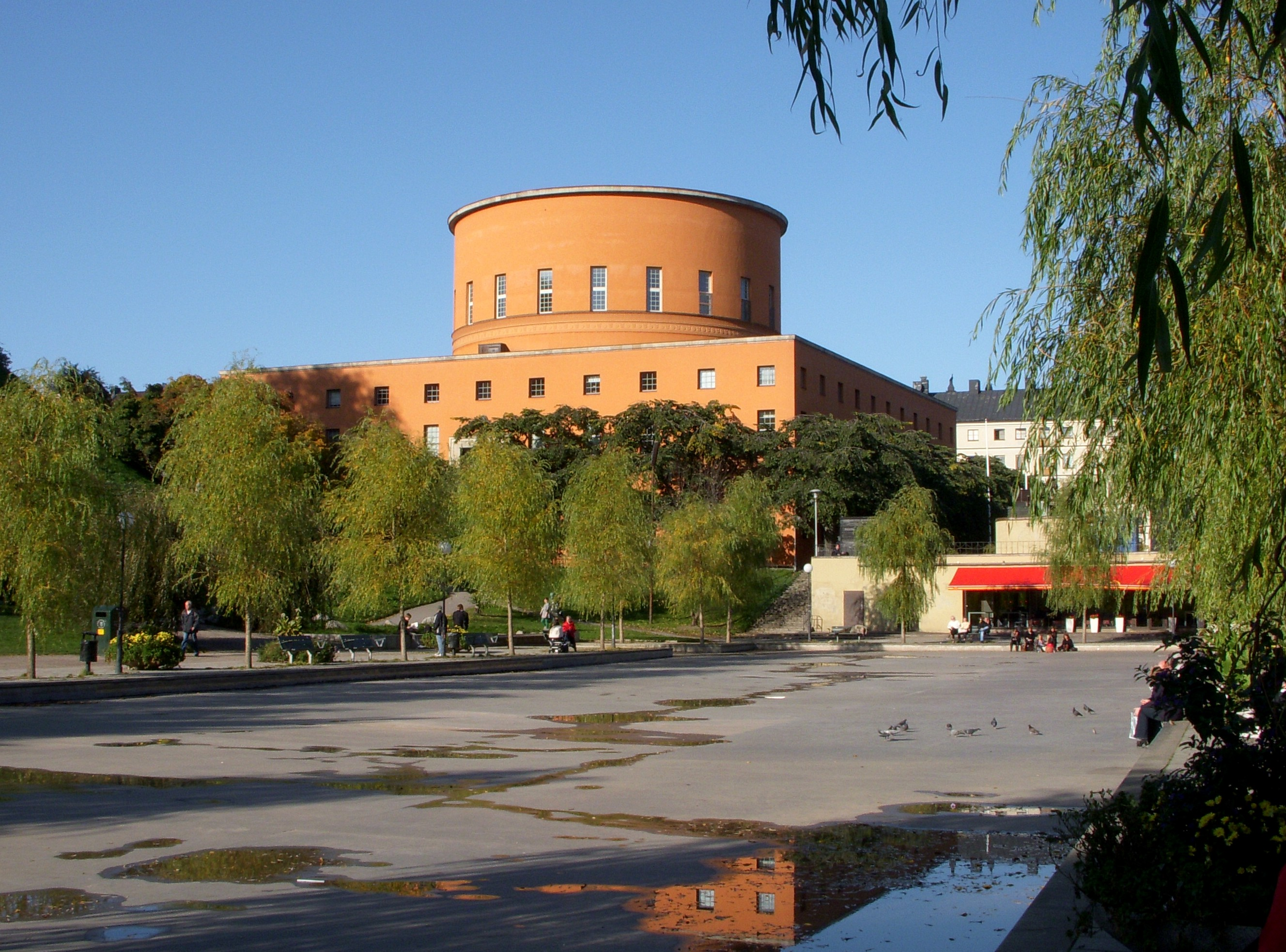
Stadsbiblioteket 2008
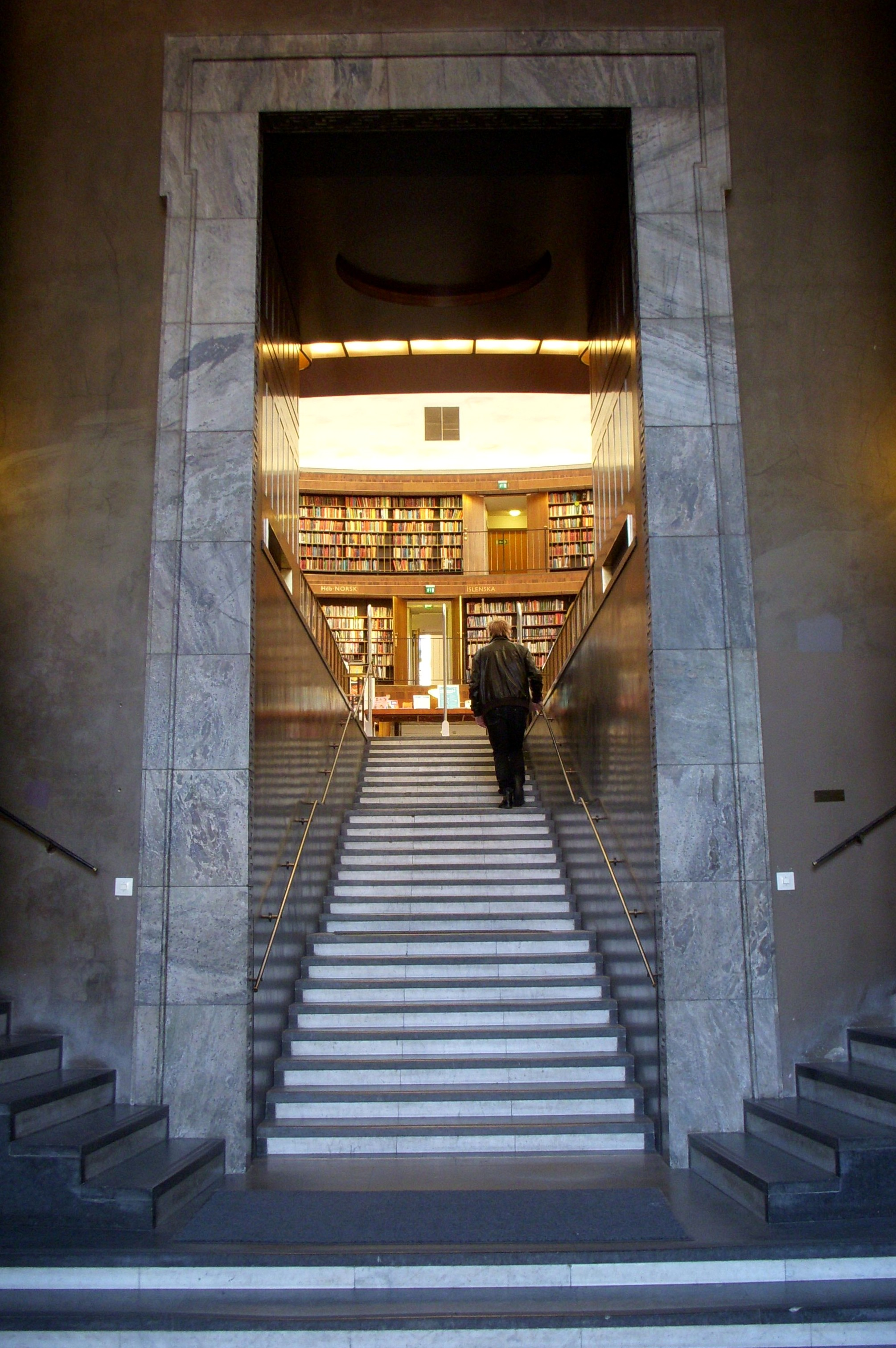
Eingangsportal
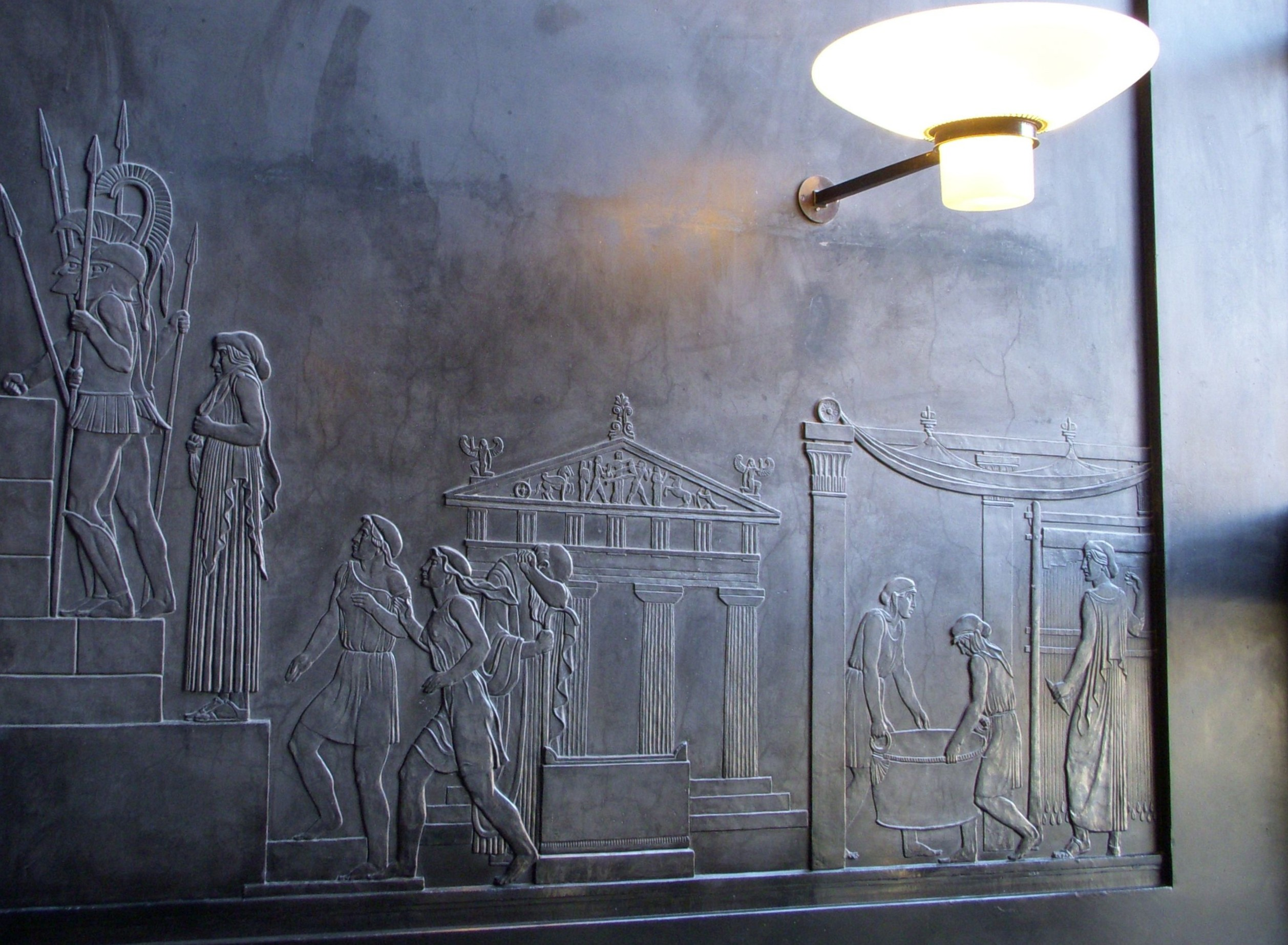
Relief von Ivar Johnsson
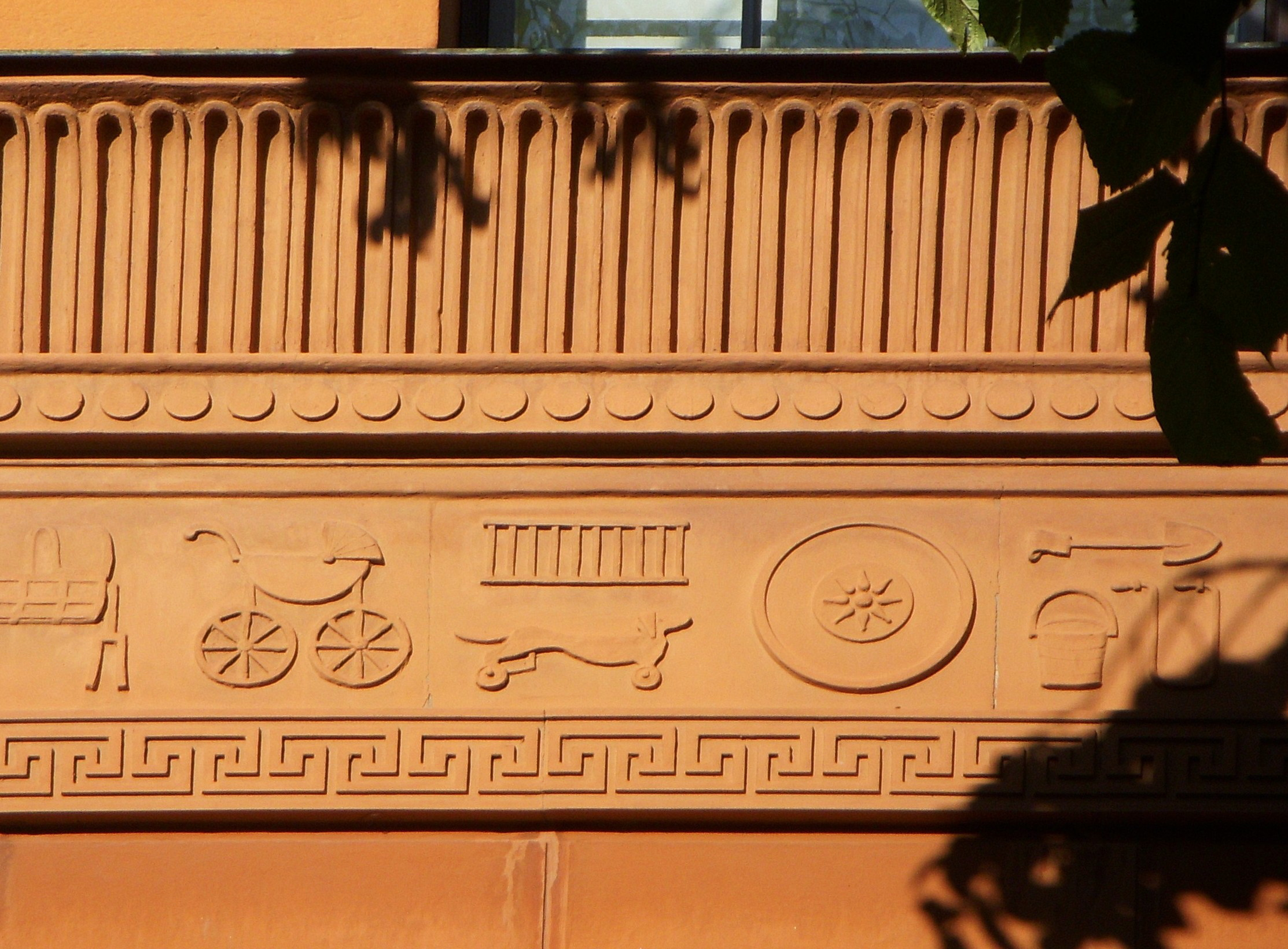
Detail der Fassade
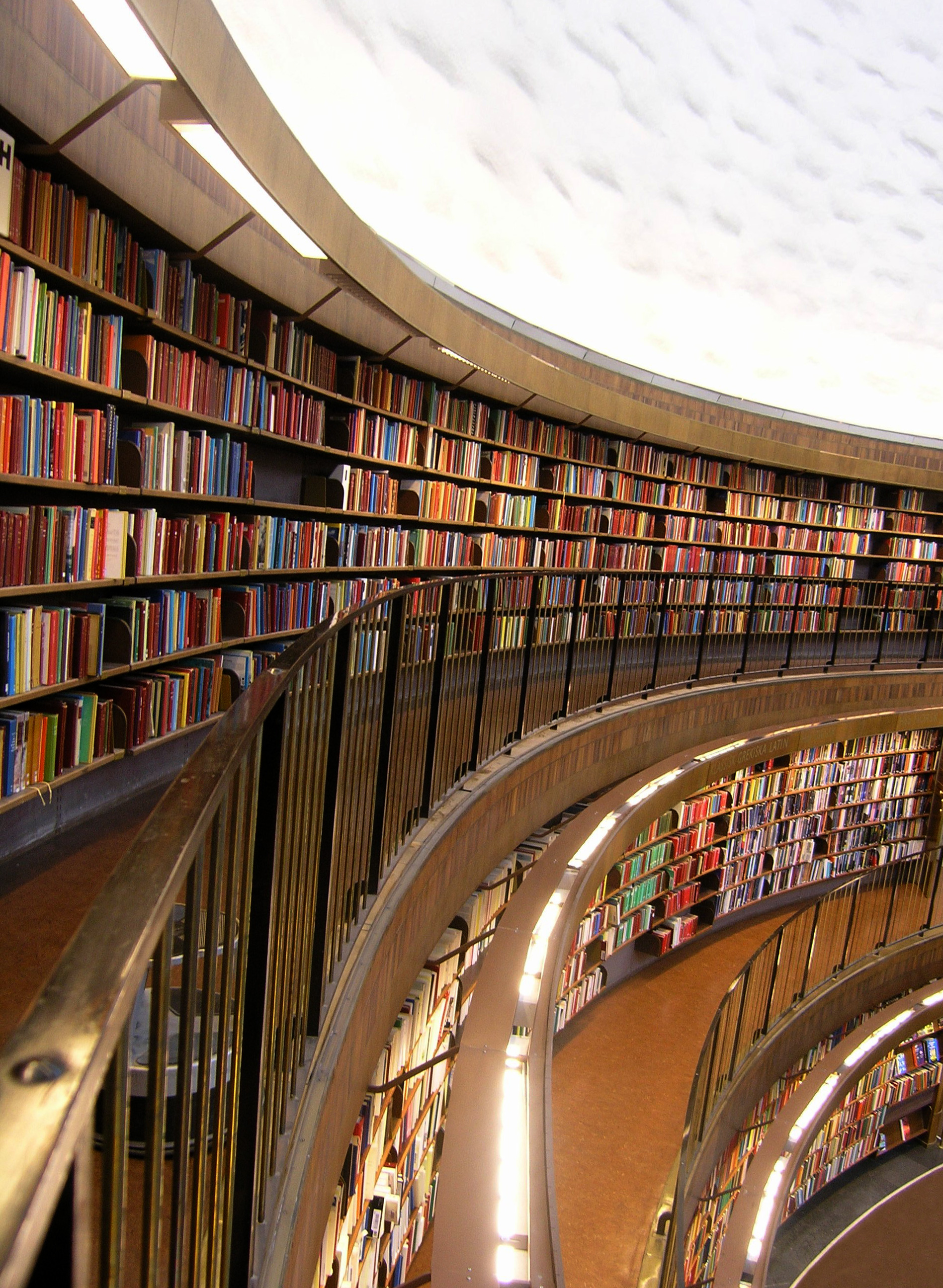
Bücherregale
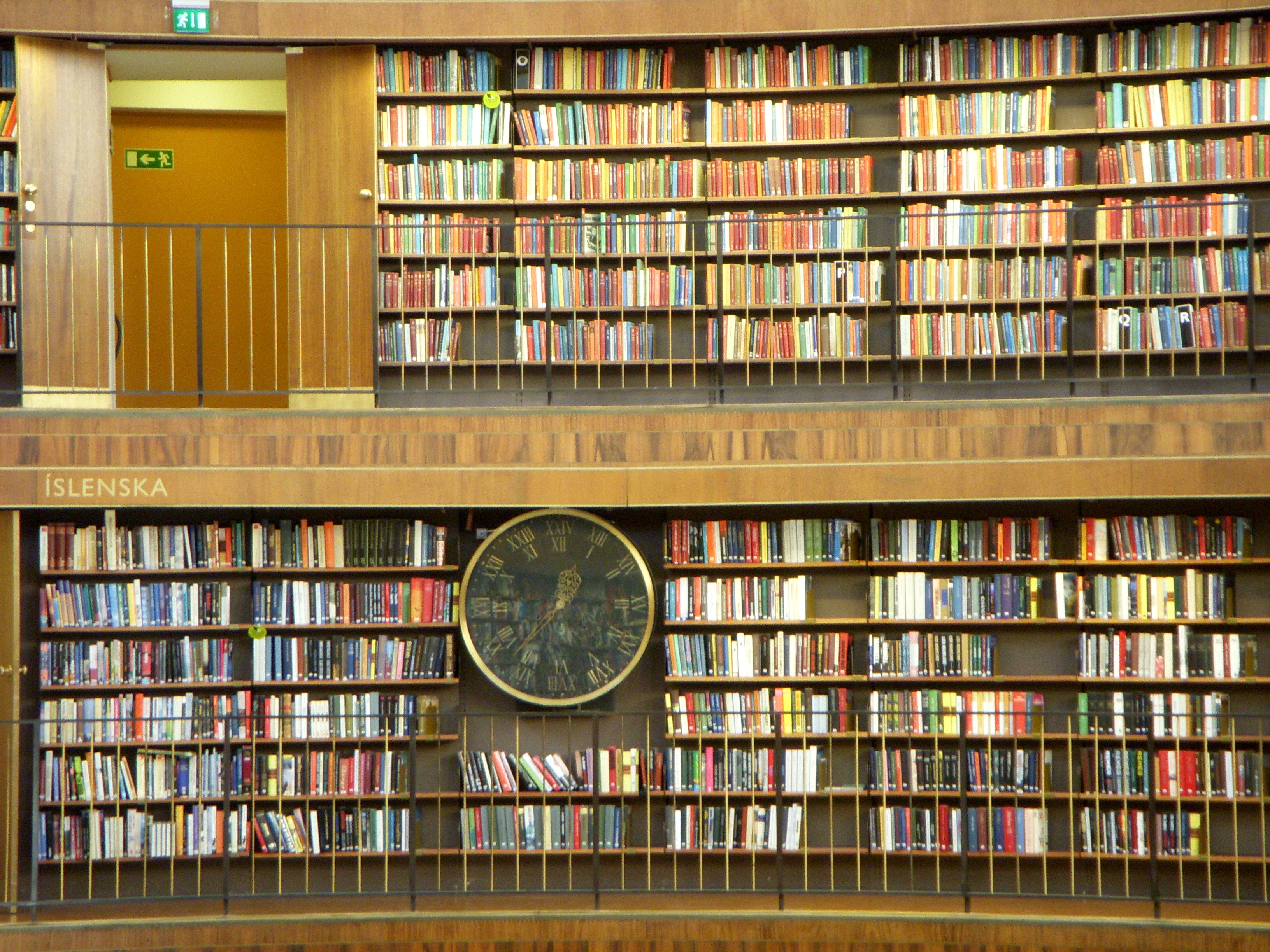
Bücherregale
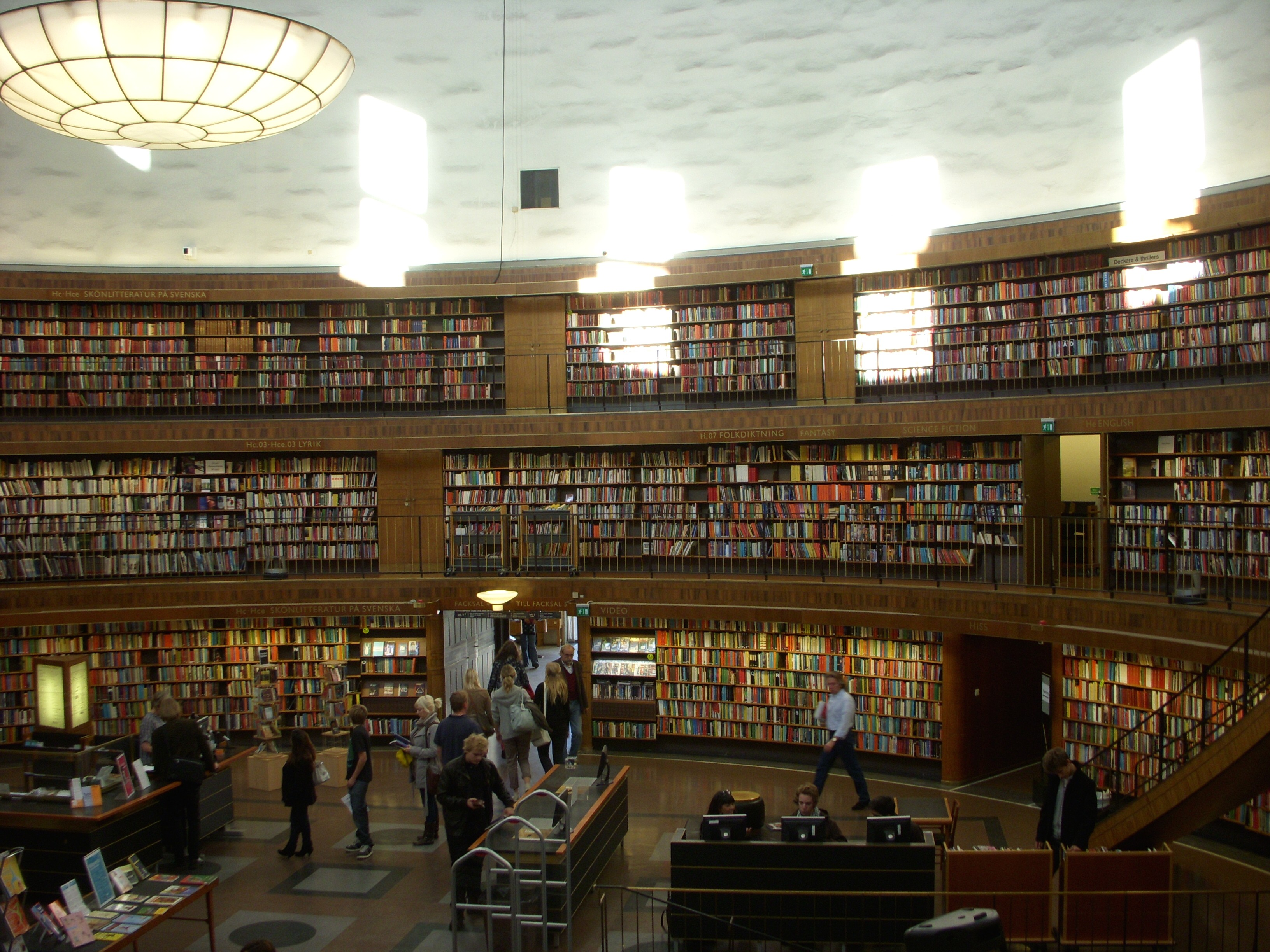
Die Rotunde
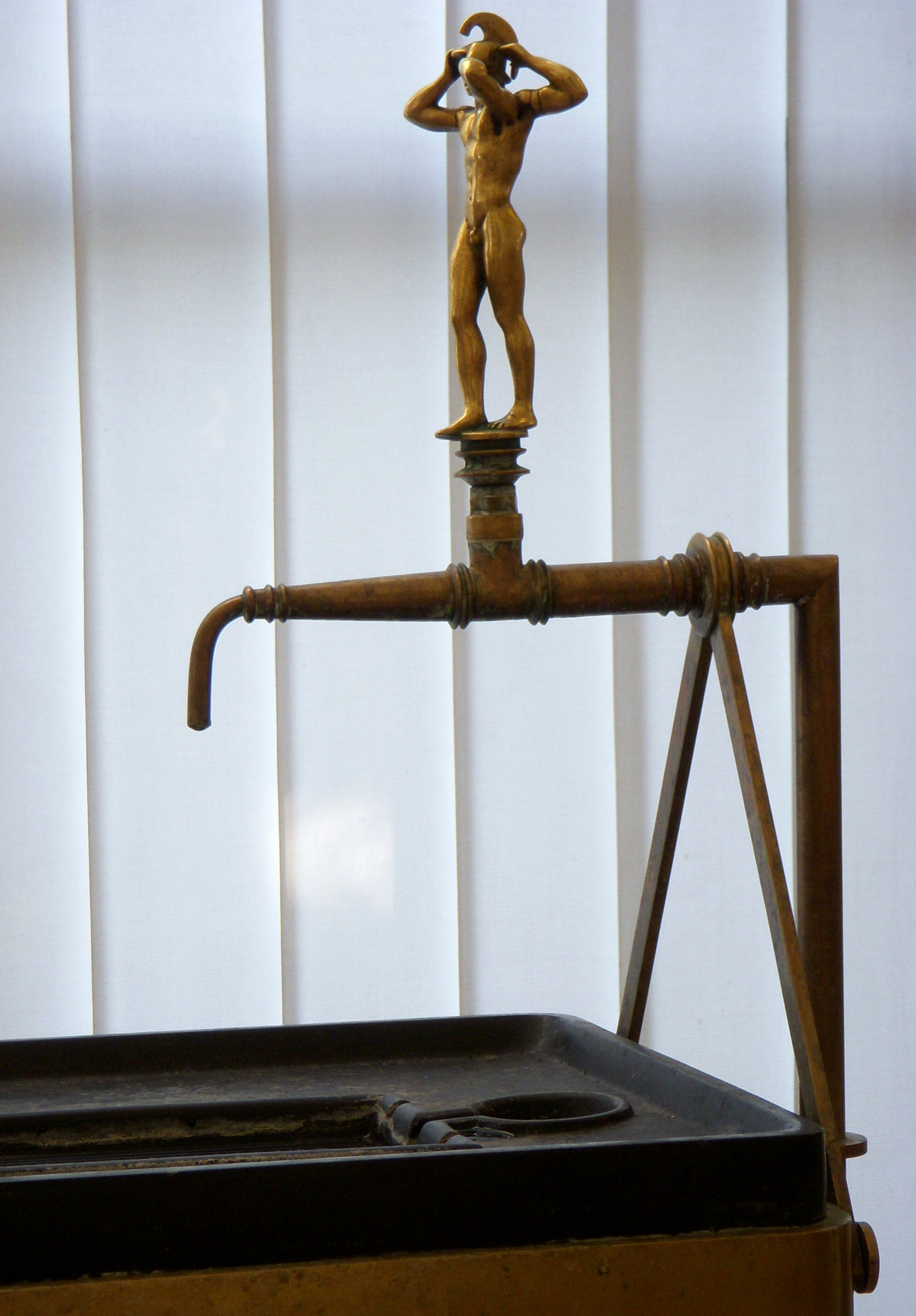
Trinkwasserbrunnen